# Waler Szantałosau
Waler Dźmitryjewicz Szantałosau (biał. Валер Дзьмітрыевіч Шанталосаў, ros. Валерий Дмитриевич Шанталосов, Walerij Dmitrijewicz Szantałosow; ur. 15 marca 1966 w Mińsku) – białoruski piłkarz, grający na pozycji bramkarza, reprezentant Białorusi.
Jego atrybuty fizyczne to 188 cm i 88. W reprezentacji Białorusi wystąpił 26 razy. Występował w klubach jak: Dynama-2 Mińsk, Dniapro Mohylew, Liepājas Metalurgs, Daugava Ryga, Lokomotiw-NN Niżny Nowogród, Bałtika Kaliningrad, Torpedo Moskwa, Biełszyna Bobrujsk i Tobył Kostanaj, w którym zakończył karierę w 2005 roku.
Byłemu bramkarzowi reprezentacji Białorusi postawiono zarzuty dotyczące sprzedaży meczów reprezentacji 6 września 2003 z Czechami (1:3) oraz 10 września 2003 z Mołdawią (0:1). 19 stycznia 2008 na podstawie decyzji sądu został zdyskwalifikowany.

## Sukcesy i odznaczenia

### Sukcesy indywidualne
- członek Klubu 30 meczów na "0"